# Piero Guicciardini (1808-1886)
Piero Guicciardini (Firenze, 21 luglio 1808 – Grosseto, 23 marzo 1886) è stato un teologo italiano.

## Biografia
Dell'antica famiglia fiorentina, cui appartenne il celebre storico Francesco, fece parte in gioventù del gruppo moderato toscano, collaborando al "Giornale agrario" e alla "Guida dell'educatore". Si fece promotore dell'evangelismo, pubblicando nel 1863 l'anonimo volumetto Principi della chiesa Romana, della Chiesa protestante e della Chiesa cristiana evangelica dei fratelli  e fondando nello stesso anno la Chiesa dei fratelli, filiazione dei fratelli di Plymouth.